# Mount Pleasant (Tennessee)
Mount Pleasant é uma cidade localizada no estado norte-americano de Tennessee, no Condado de Maury.

## Demografia
Segundo o censo norte-americano de 2000, a sua população era de 4491 habitantes.
Em 2006, foi estimada uma população de 4448, um decréscimo de 43 (-1.0%).

## Geografia
De acordo com o United States Census Bureau tem uma área de
28,7 km², dos quais 28,6 km² cobertos por terra e 0,1 km² cobertos por água. Mount Pleasant localiza-se a aproximadamente 193 m acima do nível do mar.

## Localidades na vizinhança
O diagrama seguinte representa as localidades num raio de 36 km ao redor de Mount Pleasant.